# Grzegorz Przyborek
Grzegorz Przyborek (ur. 18 października 1949 w Łodzi) – polski fotografik, pedagog.

## Życiorys
Absolwent Państwowej Wyższej Szkoły Sztuk Plastycznych im. Władysława Strzemińskiego w Łodzi (Wydział Grafiki, 1974); od 1976 pracownik naukowo-dydaktyczny tej uczelni. Profesor tytularny, kierownik Pracowni Fotografii; wykładowca także w Państwowej Wyższej Szkole Filmowej, Telewizyjnej i Teatralnej w Łodzi; członek ZPAF.
Autor tekstów o fotografii. Twórca realizujący się w wielu dyscyplinach takich jak: fotografia, media elektroniczne, rysunek, grafika, rzeźba oraz innych z pogranicza sztuki.

## Cykle fotograficzne
- „XXX” – 1987
- „Obiekty niemożliwe” – 1989
- „Inspiracje” – 1990
- „Wspomnienia z Arles” – 1990–1991
- „Cywilizacje” – 1992–1993
- „Hotel Europa” – 1994–1995
- „Thanatos – On i Ona” – 1996–1999[4]
- „Utopia II” – 2003[5]
- „Cantus lamentus” – 2010[6]

## Wystawy indywidualne (wybrane)
- „Fotografia, rysunek, grafika” – Salon BTF, Bydgoszcz (1977)
- „Fotografia, rysunek – Galeria PWSSP, Łódź (1980)
- Wystawa indywidualna w ramach „Twórcy 81” – Galeria Bałucka, Łódź (1981)
- „Atelier 74” – Paryż (w gronie pięciu osób)  (1982)
- „Fotografia i diaporama w ramach – Biennale Sztuki Nowej, Zielona Góra (1985)
- Galeria „Od Nowa”, Poznań (1986)
- „Obszar nienazwany” – Galeria Foto-Medium-Art, Wrocław (1988)
- „Miejsca stamtąd” – Galeria FF, Łódź (1991)
- Galerie Crée, Reims, Francja (1991)
- Prague House of Photography, Praga, Czechy (1991)
- Stadtmuseum Gross, Gerau, Niemcy (1991)
- Fotogalerie in der Brotfabrik, Berlin (1992)
- „Autentyczna fikcja” – Galeria Miejska, Łódź (1993)
- „Fotografie i obiekty” – Muzeum Ziemi Lubuskiej, Zielona Góra (1993)
- „Fotografie i obiekty” – Galeria „Pusta”, Katowice (1993)
- „Hotel Europa” – Fotogalerie in der Brotfabrik, Berlin, Niemcy (1994)
- „Hotel Europa” – Galeria Fotografii PF, Poznan (1995)
- „Wobec iluzji czasu i przestrzeni” – Galeria Biała, Lublin (1996)
- „Fotografie, obiekty i rysunki” – Mała Galeria, Gorzów (1996)
- „Thanatos – On i Ona” – Muzeum w Zielonej Górze (1996)
- „Thanatos – On i Qna” – Galeria „Pusta”, Katowice (1997)
- Galerie Marktschößchen, Halle Niemcy (w ramach „Aktuelle Photokunst aus Mitteleuropa – Chimera”) (1997)
- „Thanatos – On i Ona” – Galeria BWA, Jelenia Góra (1997)
- „Thanatos – On i Ona” – Galeria FF, Łódź (1998)
- „Fotografia i przestrzeń” – Galeria FF, Łódź (1999)
- „Pamięć obrazów”, Muzeum Sztuki w Łodzi (1999)
- „Pamięć obrazów”, Galeria Bielska BWA, Bielsko-Biała (1999)
- „Personen/Zeit/Raum” – Rupertinum, Museum Moderner Kunst, Salzburg, Austria (2002)
- „Utopie” – Galeria FF, Łódź (2003)
- „Utopie” – Galeria Fotografii i Nowych Mediów, Miejski Ośrodek sztuki, Gorzów Wlk. (2003)
- „Utopie” – Galeria Okno, Słubicki Miejski Ośrodek Kultury, Słubice (2004)
- wystawa indywidualna w ramach Festiwalu Fotografii Kreacyjnej „Inspiracje”, Szczecin (2006)[1][2]
- „ELIZIUM” – Muzeum Ziemi Lubuskiej, Zielona Góra (2025)[7]

## Wystawy zbiorowe (wybrane)
- Międzynarodowe Biennale Grafiki Szkól Artystycznych, Epinal, Francja (1977)
- Wystawa Pedagogów PWSSP – Galeria PWSSP, Łódź (1978)
- II Międzynarodowe Triennale Rysunku, Wrocław (1981)
- „Kontraste aus Polen” – Kronberg, Niemcy (1984)

- „Polska Fotografia Intermedialna lat 80-ych” Galeria BWA – Arsenał Stary Rynek, Poznań (1988)
- „Meta – Raum”, Fachbereich Design der Fachhochschule Düsseldorf (1988)
- „Obok fotografii” – Ośrodek Propagandy Sztuki, Łódź (1988)
- ”Warsztaty Gierałtowskie” – Kladno, Czechosłowacja (1989)
- „Warsztaty Gierałtowskie II” – Galeria Sztuki BWA, Jelenia Góra (1989)

- „Fotografia i(gra) z rzeczywistością” – BWA, Łódź (1989)
- „Wymiana Wschód-Zachód” – Galeria Foto-Medium-Art, Wrocław (1989)

- „Kontrast aus Lodz” – Stadtmuseum Gross-Gerau, Niemcy (1990)
- Galleria Fotokram – Iyvaskyla, Finlandia (1990)
- Centre d'Art Contemporain – Castres, Francja (1990)
- „Mai de la Photo” – Reims, Francja (1990)
- „Passagen der Fotographie” – Aktuelle Photokunst aus Polen, Wolkersdorf, Austria (1991)
- „70 lat Polskiej Fotoawangardy” – Heine, Niemcy (1991)
- „Fotografia wyobraźni” – Stara Galeria ZPAF, Warszawa (1991)
- XXII Konfrontacje Fotograficzne, Gorzów Wlkp. (1992)
- „Konstelacja” – Galeria FF, Łódź (1993)
- „Konstelacja” – Instytut Kultury Polskiej, Berlin (1994)
- Stadtmuseum, Mühlheim, Niemcy (1995)
- „De Pologne, Photographie comme enregisfrement de pensée” – Centre Culturel La Visitation, Périgueux, Francja (1995)
- „Into The Magic” – siedemnastu polskich współczesnych fotografów, Sarajewo, Ljubljana (1997)
- „Fotografia roku” – Fundacja Turleja, Pałac Sztuki w Krakowie (1997)
- „Fotografie”, Bibliotheque de l'Université Rennes, Francja (1997)
- „Pola indywidualności” – 1. Biennale Fotografii Polskiej, Arsenał Poznań (1998)
- „Wobec Apokalipsy, Pocałunek śmierci”, Galeria Bielska BWA, Bielsko-Biała (1999)
- „Fotografie, Instalácie” – Aleksandra Mańczak i Grzegorz Przyborek, Povazká Galéria Umenia v Ziline, Słowacja (1999)
- „Kontraste aus Lodz II”, Stadtmuseum Groß Gera, Niemcy (1999)
- „Pamięć obrazów”, Centrum Rzeźby Polskiej w Orońsku (2000)
- „Archipelag – wystawa fotografii polskiej”, 6. Internationale Fototage Herten, Niemcy (2001)
- „Wokół dekady” – Fotografia Polska lat 90., Galeria FF Łódź i Muzeum Sztuki w Łodzi, Muzeum Narodowe we Wrocławiu, Górnośląskie Centrum Kultury Katowice, Galeria Bielska BWA (2002)
- „Wystawa fotografii Okręgu Łódźkiego ZPAF z okazji 50-lecia” – Miejska Galeria Sztuki w Łodzi (2003)
- „2003/04 – Łódź fotografii – dwie dekady w kręgu Galerii FF”, Institut Polonais, Paris / Galeria FF Łódź (2003)
- „Miejsca wspólne” – wystawa pedagogów Zaocznego Studium Fotografii ASP w Poznaniu (2005)
- „Miejsca wspólne” – wystawa pedagogów Zaocznego Studium Fotografii ASP w Poznaniu, Galeria VW, Berlin (2006)[1][2]

## Prace w zbiorach
- Muzeum Sztuki w Łodzi
- Muzeum Narodowe we Wrocławiu
- Muzeum Ziemi Lubuskiej w Zielonej Górze
- Stadtmuseum Gross-Gerau, Niemcy
- Collectiones des Artotheques „Photographie d’Auteur”, Lyon, Francja
- Promocje Broncolor, Szwajcaria
- Promocja Radici-Group, Bergamo, Włochy
- Fonds National d'Art Contemporain, Paryż, Francja
- Dolnośląskie Towarzystwo Zachęty Sztuk Pięknych, Wrocław
- Wielkopolskie Towarzystwo Zachęty Sztuk Pięknych, Poznań[2]